# Autódromo de Vallelunga Piero Taruffi

Mapa de Vallelunga en la década de 1990.

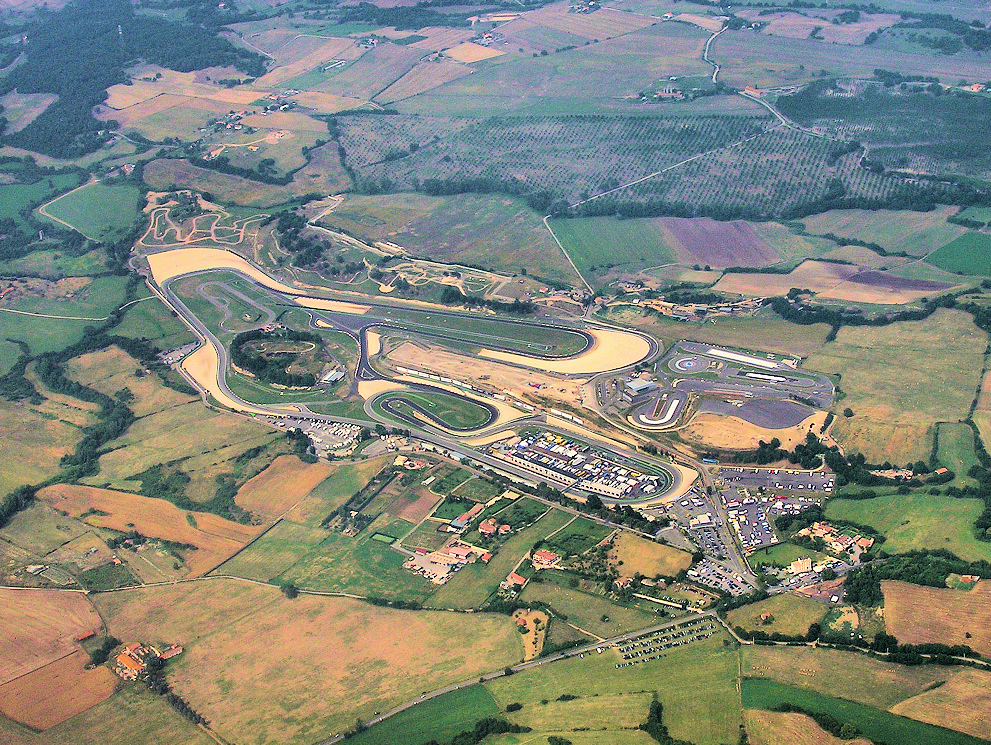
Vista aérea del circuito en 2005.

El Autódromo de Vallelunga es un autódromo de la localidad de Vallelunga, Italia, unos 30 km al norte de la ciudad de Roma. Fue renombrado en 2006 como Piero Taruffi en honor a dicho piloto italiano.
El circuito ha recibido a numerosas categorías internacionales del deporte motor: el Campeonato Mundial de Superbikes en 2007 y 2008, el Campeonato Mundial de Motociclismo de Resistencia desde 2002 hasta 2005; la Fórmula 2 en 16 ocasiones, la Fórmula 3000 Internacional desde 1985 hasta 1989 y en 1991, la Fórmula 3000 Europea desde 1999 hasta 2002 y desde 2005 hasta 2009, la Fórmula Master Internacional en 2005; el Campeonato Mundial de Resistencia en 1973 y desde 1976 hasta 1980, la BPR Global GT Series en 1994, la European Le Mans Series en 2001, el Open Internacional de GT en 2007 y 2008; y el Campeonato Europeo de Turismos. Además, suele incluirse en el calendario de los campeonatos nacionales de turismos, Fórmula 3 y Fórmula Renault. 
En 2019 albergó los FIA Motorsports Games, un evento organizado por la Federación Internacional del Automóvil y el Stephane Ratel Organisation que reunió carreras de turismos, gran turismos, Fórmula 4, karting slalom, drifting y Copa Digital. En cada disciplina, el piloto que finalizaba en primer lugar recibía una medalla de oro, el segundo lugar, una medalla de plata, y el tercero, de bronce. Esas medallas contaban también para las federaciones nacionales en el medallero, que determinan la nación ganadora del evento, adoptando la modalidad de los Juegos Olímpicos.
El circuito se inauguró en 1951 al reciclar un antiguo hipódromo de arena, asfaltado en 1957 y ampliado en 1961, 1967 y 1971. A su vez, el sentido de giro pasó de ser antihorario a horario en 1970. En el año 2004, se construyeron nuevas instalaciones que incluyen un centro de seguridad vial, así como una extensión del circuito, por lo cual Vallelunga recibió el permiso para usarse como pista de pruebas de los equipos de Fórmula 1.

## Descripción
El trazado principal International consta de 10 curvas, 7 a la derecha, 3 a la izquierda, el largo de las curvas va de los 23 metros de la "Tornante" a los 166 metros de la "Curva Grande". La pista para automóviles es de 4.085 metros, mientras que la versión para motos es de 4.110 metros (con chicana), además tiene una variante llamada Club de 1.746 metros de largo. La pista tiene 23 lugares para los comisarios. Para el público está la tribuna "Traguardo", en la línea de partida, con capacidad para 6.000 asientos, y "Colina" de 15.000 asientos.